# KZ Blechhammer

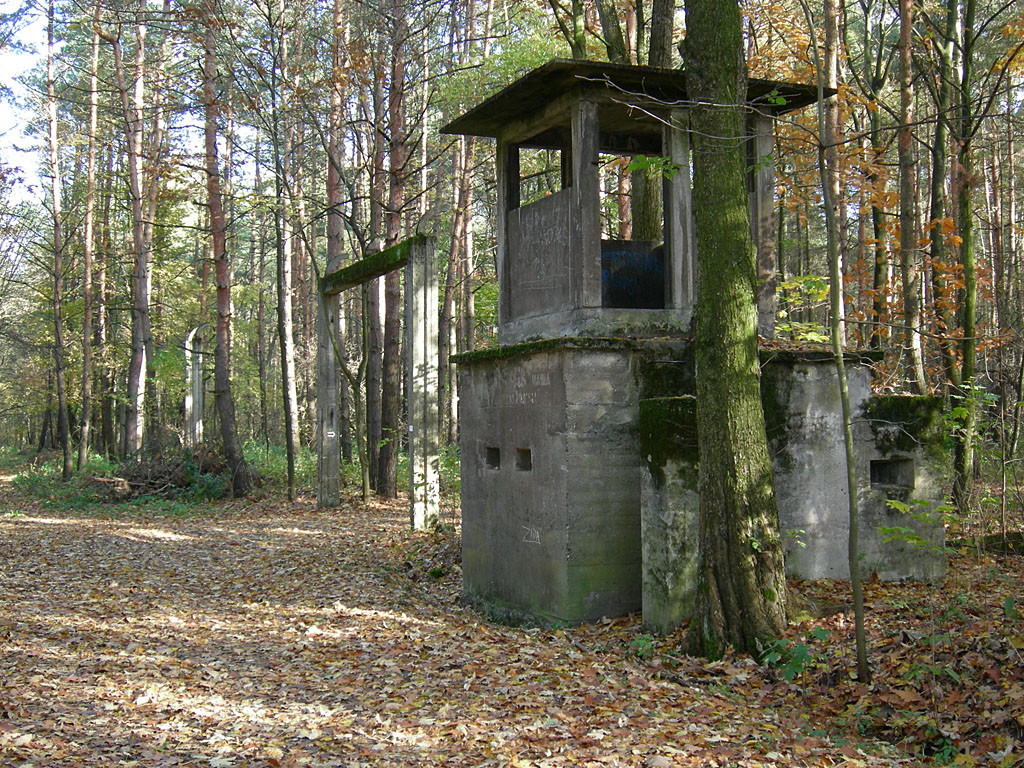
Judenlager Blechhammer, Eingang des Lagers

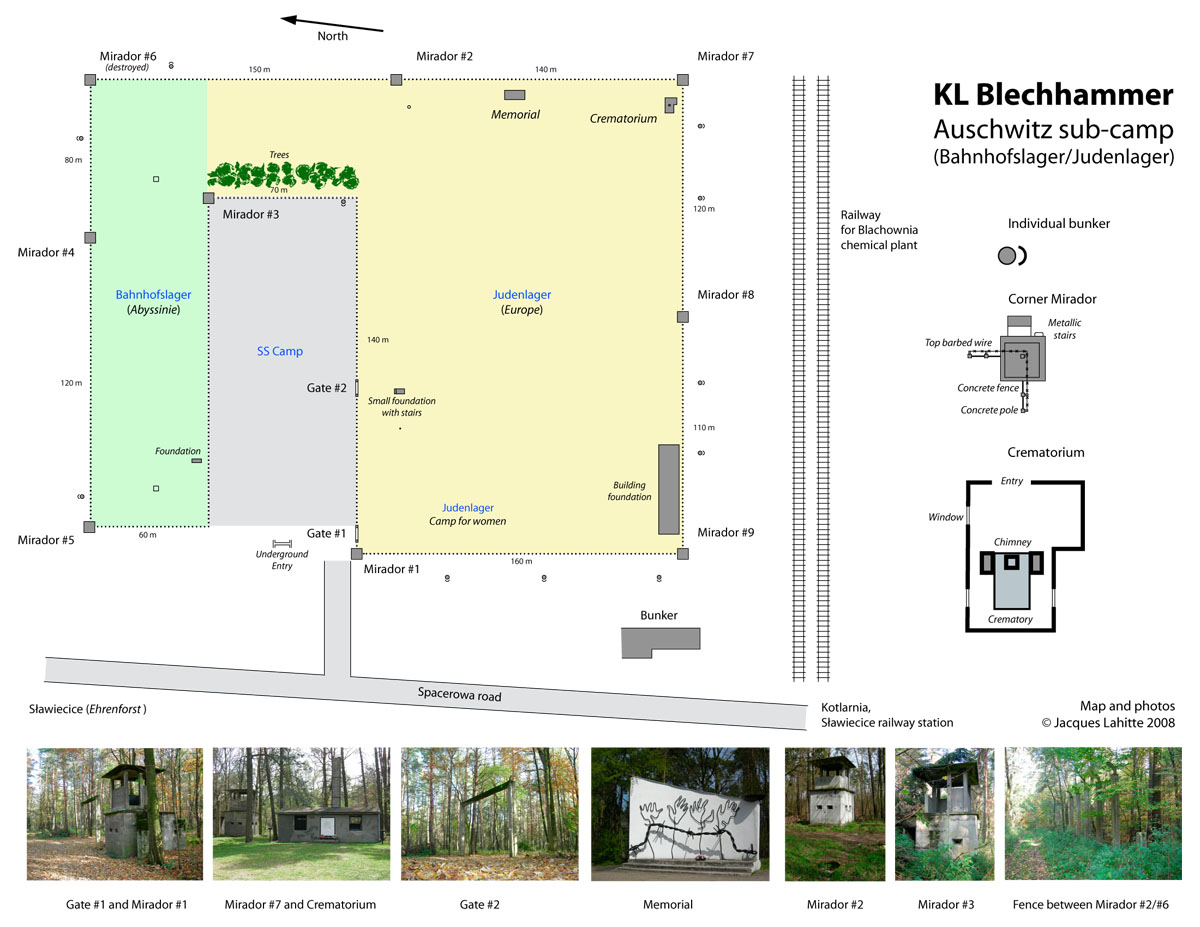
Plan der Lagerteile des KZ Blechhammer, Zustand nach 2000 (z. T. frz. Beschriftung; Mirador = Wachturm)

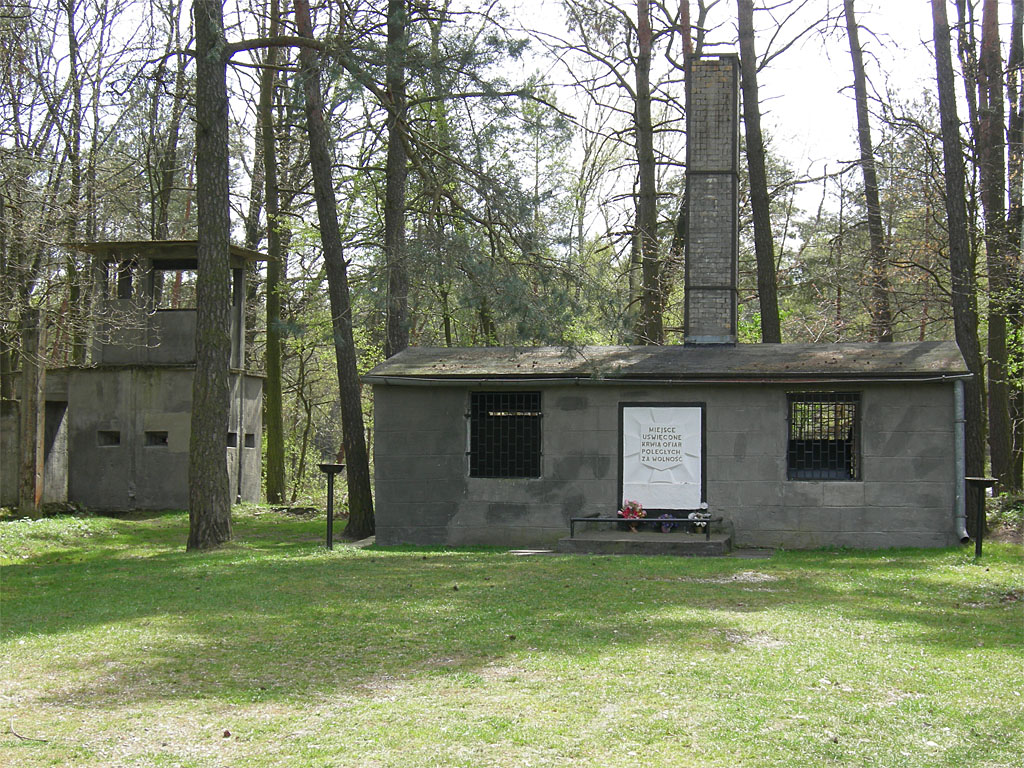
Judenlager Blechhammer, Krematorium

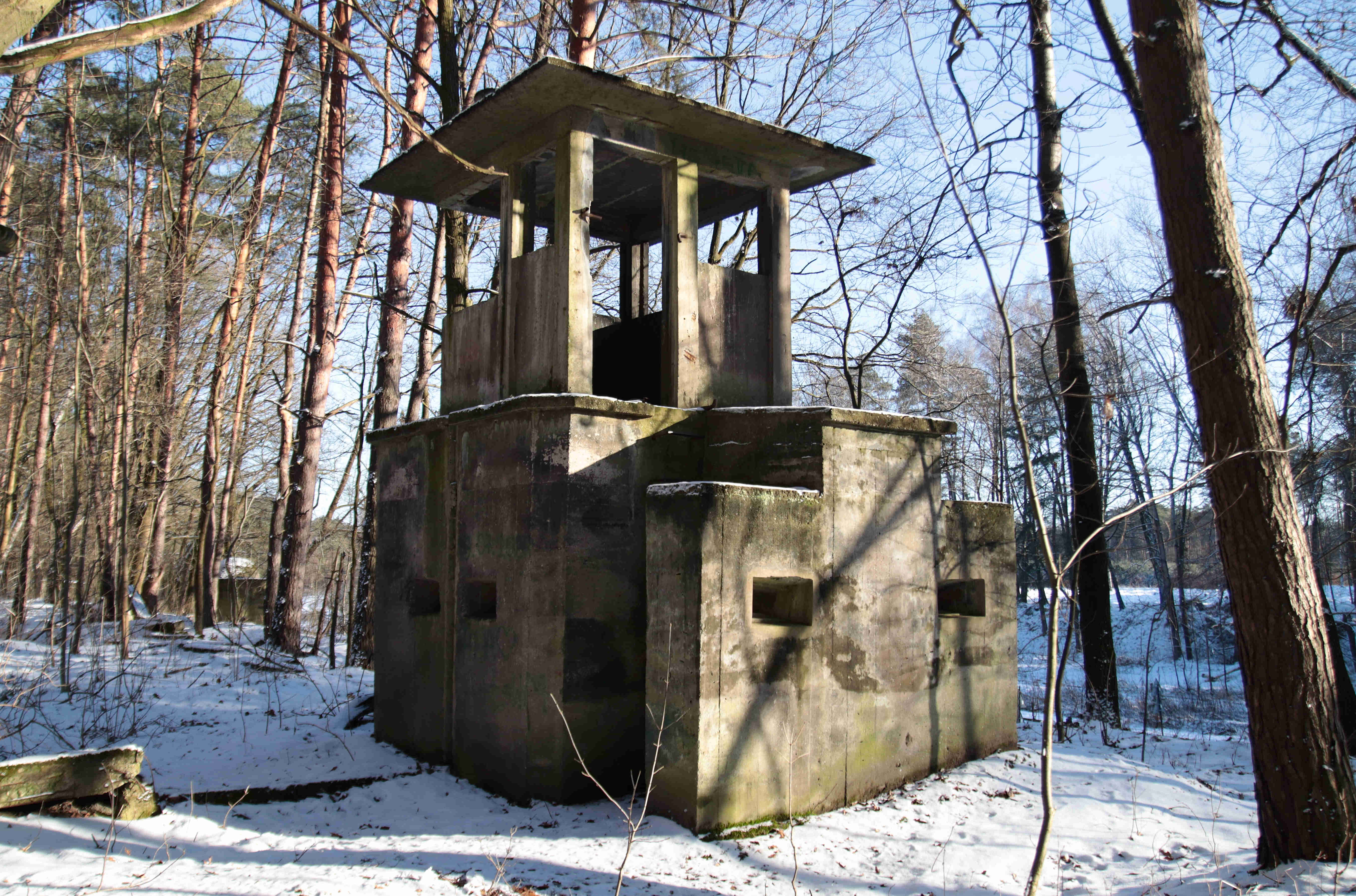
Wachturm des KZ Blechhammer

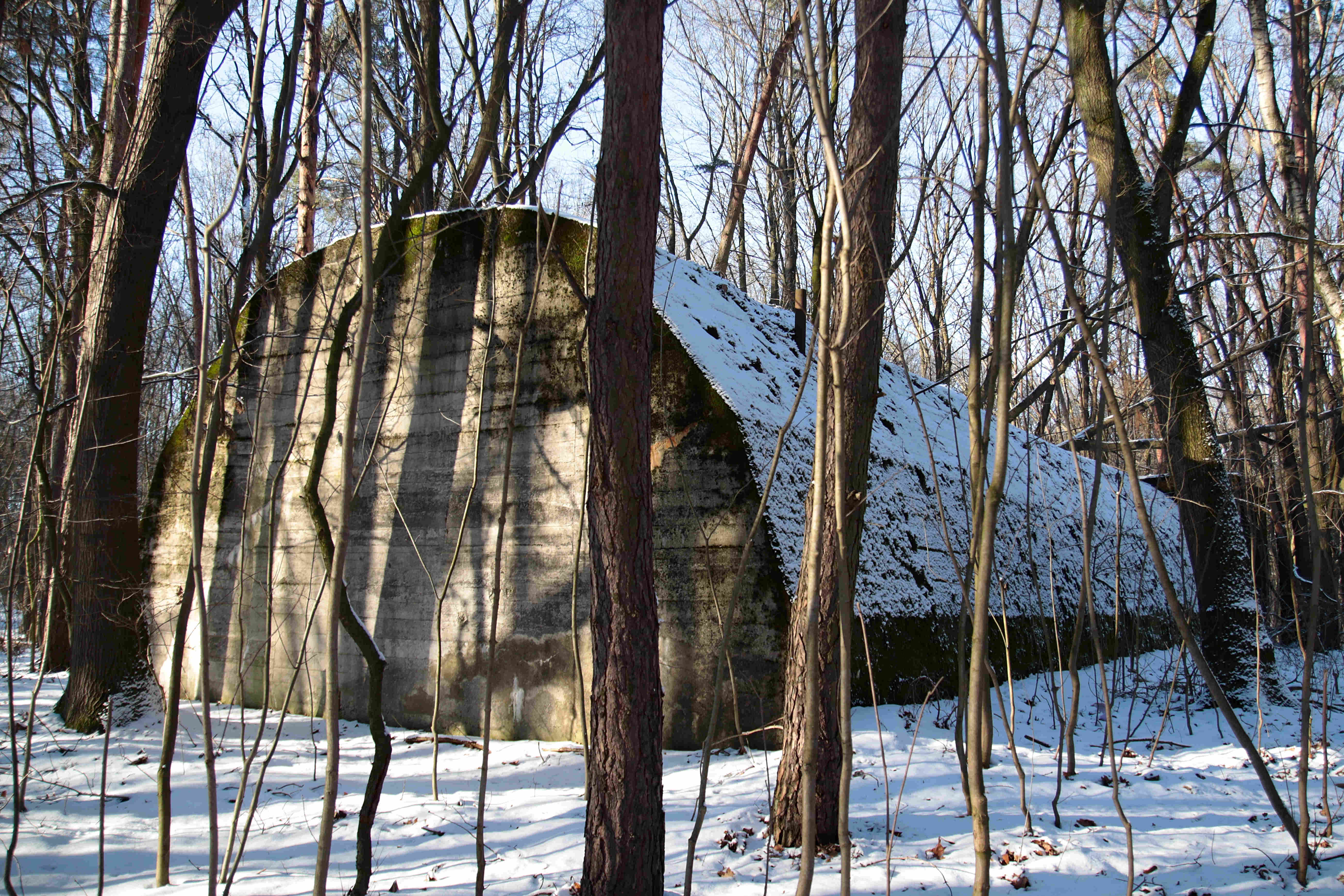
Bunker des KZ Blechhammer - 2024

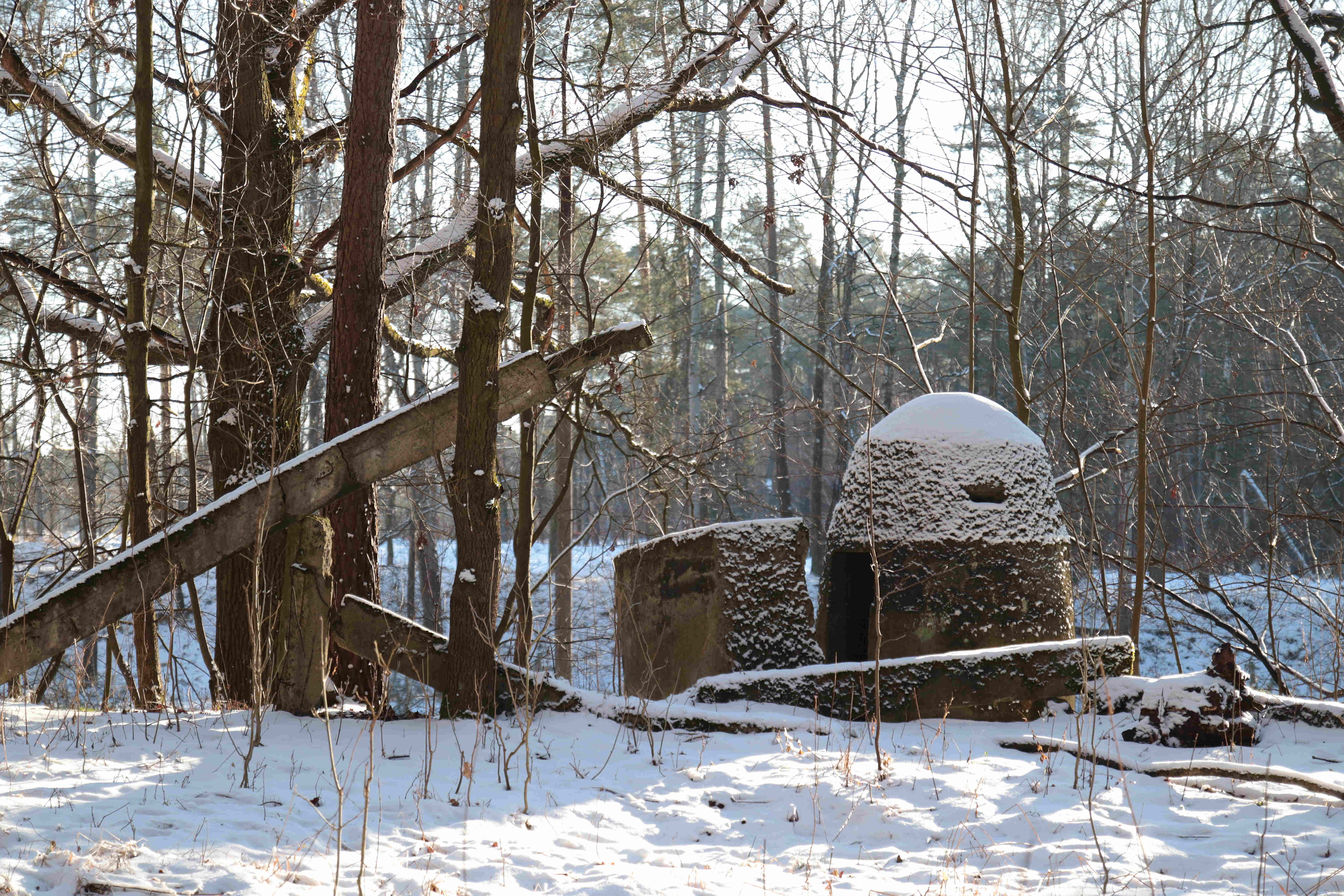
Einmannbunker mit Resten des Lagerzaunes - 2024

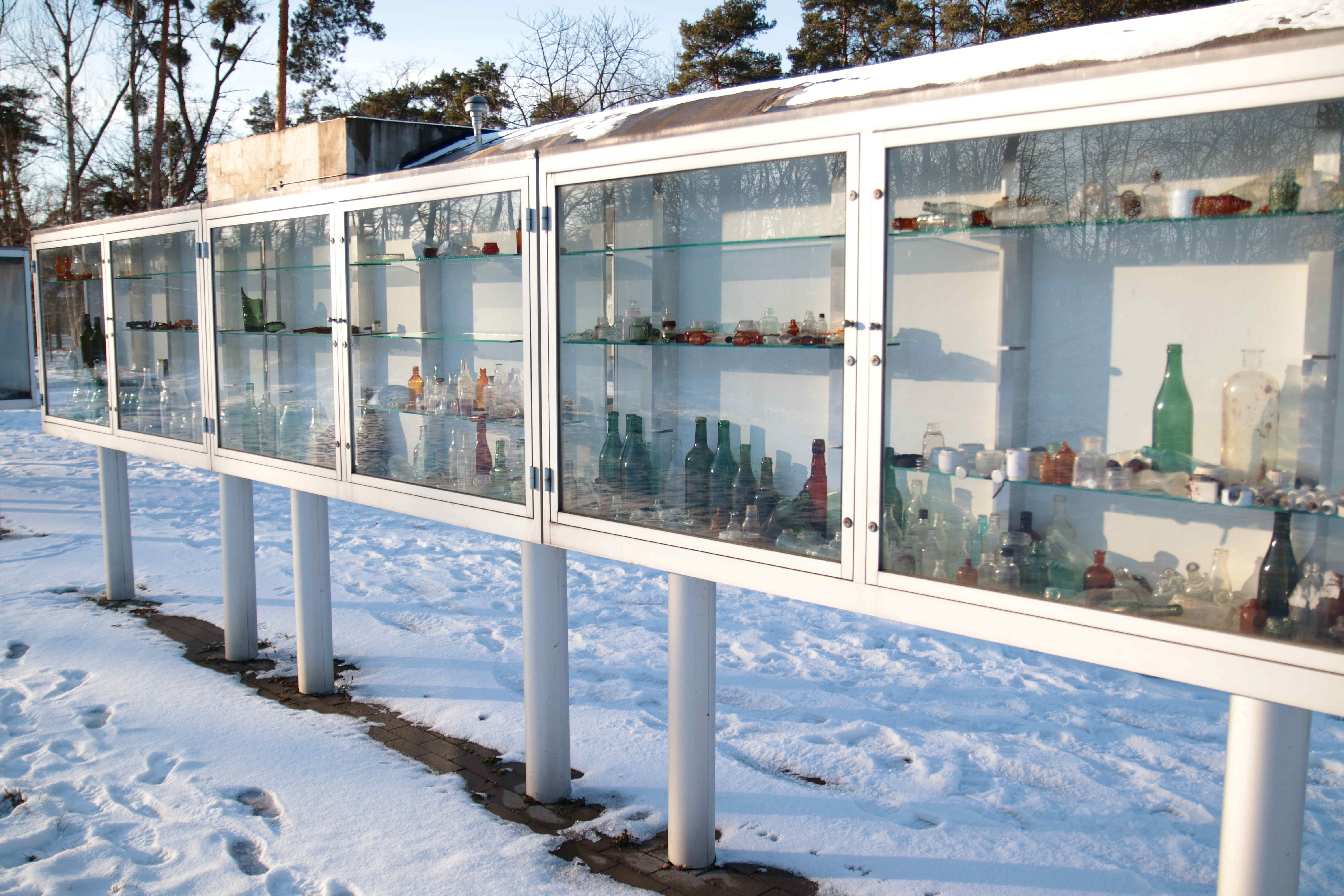
Museum Blechhammer in Kędzierzyn-Koźle

Das Konzentrationslager Blechhammer, auch Bahnhofslager genannt, bei Ehrenforst (Sławięcice) und Blechhammer (Blachownia Śląska), war ein deutsches Konzentrationslager, das im Interessengebiet des KZ Auschwitz lag und zum Lagersystem Blechhammer gehörte. Es bestand von April 1944 bis vermutlich 17. Januar 1945 und diente dem Bau chemischer Anlagen für die O/S Hydrierwerke AG bei Heydebreck O.S. Die Blechhammer-Lager wurden ab April 1942 zwei Kilometer südlich des Dorfes Ehrenforst errichtet. Der SS-Wirtschaftsbetrieb verlieh die Häftlinge gegen Entgelt an die Bauunternehmen oder an das Chemieunternehmen zur Erstellung von Straßen und Bunkerunterständen.
Es handelt sich um ein Außenlager vom KZ Auschwitz. Lagerleiter waren von April 1944 bis November 1944 SS-Hauptsturmführer Otto Brossmann und anschließend, bis zur Auflösung des Lagers im Januar 1945, SS-Untersturmführer Kurt Klipp.

## Zwangsarbeiter-, Kriegsgefangenen- und Konzentrationslager
Dem Konzentrationslager Blechhammer ging ab April 1942 ein Zwangsarbeitslager für Juden voraus. Das gesamte Lagersystem bestand während des Zweiten Weltkriegs aus mehreren Kriegsgefangenenlagern. Britische Gefangene waren im Kanallager E3 (Blechhammer Nord) und im Internierungslager (Ilag) VII - BAB 20, 21, 40 und 48 untergebracht, russische Gefangene im Teichen-Lager (Blechhammer Süd), Polen in Heydebreck IV und Deutsche in Heydebreck. Außerdem gab es diverse Arbeiterinnen- und Arbeiterlager, Straflager und weitere „Lagerbaracken“.
Zu diesem Lagerkomplex gehörte auch das Konzentrationslager für Juden, kurz Bahnhofslager genannt. Insgesamt wurden in Blechhammer Nord 75.294 Zwangsarbeiter einschließlich 2.000 britischer Kriegsgefangener festgehalten. Die Juden aus der Außenstelle des KZ Auschwitz III Monowitz bildeten einen kleinen Teil dieses Zwangsarbeitsbereichs.
Als Vorbereitung für den Besuch des Roten Kreuzes (ICRC) im KZ Theresienstadt im Juni 1944 wurden Gefangene aus Theresienstadt in das Vernichtungslager KZ Auschwitz-Birkenau verlegt und das Zwangsarbeitslager für Juden in Blechhammer teilweise geräumt. Im lagereigenen Krematorium (Foto) wurden die Leichen von 1.500 Häftlingen verbrannt.

## Geschichte
Während des Dritten Reiches begann die IG Farbenindustrie AG 1939 mit dem Bau mehrerer großer Chemiewerke, von denen 1944 die ersten den Betrieb aufnahmen und 14.000 Arbeitnehmer sowie zahlreiche Kriegsgefangene beschäftigten. Die Chemischen Werke in Heydebreck O.S. (Kędzierzyn) wurden nicht mehr fertiggestellt, denn bereits im Jahr der Produktionsaufnahme entstanden schwere Zerstörungen durch Luftangriffe. Die ersten 3.056 verschleppten Gefangenen (Nr. 76.330 bis Nr. 76.461) beteiligten sich an dem Bau der Fabrik Oberschlesische Hydrierwerke AG der IG Farben AG. Die Häftlinge wurden in Gruppen von 100 bis 200 Menschen eingeteilt.
Im Mai 1942 brach eine Typhus-Epidemie aus. Die 120 erkrankten Gefangenen wurden in das Hauptlager Auschwitz verlegt und dort ermordet. Das Lager war zunächst ein Außenlager des Konzentrationslagers Monowitz (Auschwitz III) und wurde vom dortigen Lagerkommandanten Heinrich Schwarz geführt. Die verbliebenen Gefangenen wurden in einen streng isolierten Teil des Bahnhofslagers gebracht.
Weitere Gefangene wurden hierher gebracht. Die meisten von ihnen waren polnische Juden aus Oberschlesien waren, aber auch andere Juden aus 16 verschiedenen Ländern wurden hierher verschleppt. Die höchste Gefangenenzahl wurde im Januar 1945 mit 5.500 erreicht. Sie lebten in Holzbaracken unter verheerenden sanitären Bedingungen. In jeder Holzbaracke waren sechs Schlafsäle mit je 30 bis 40 Häftlingen. Die Baracken selbst verfügten über keine sanitären Einrichtungen, bestenfalls gab es einige Toiletten und Duschen in einer gesonderten Baracke. Viele erkrankten an Diarrhoe und Tuberkulose, alle waren schlecht ernährt.
Karl Demerer, ein Jude aus Wien, musste den Deutschen als Lagerältester dienen. Bei vielen Gelegenheiten ging er zur Lagerverwaltung und setzte sich für andere Gefangene ein.
Zunächst wurden Juden aus der Stadt Cosel (Koźle) und dem übrigen Schlesien in das Konzentrationslager Blechhammer verschleppt. Vor dem Krieg gab es eine jüdische Gemeinde in Cosel. Die dortige Synagoge wurde am 9. November 1938 zerstört. Der jüdische Friedhof ist später unter dem südlichen Ausläufer der Gemeinde Debowa im Süden von Kędzierzyn-Koźle verschwunden.
Am 9. September 1944 kam es zu einem amerikanischen Luftangriff auf die Fabrikanlagen.
80 französische nichtjüdische Widerstandskämpfer aus den Vogesen wurden vom 30. November 1944 bis Januar 1945 im „Judenlager“ gefangen gehalten; von diesen sind zehn am folgenden Tag im Block 28 gestorben, angeblich an einer ansteckenden Krankheit.

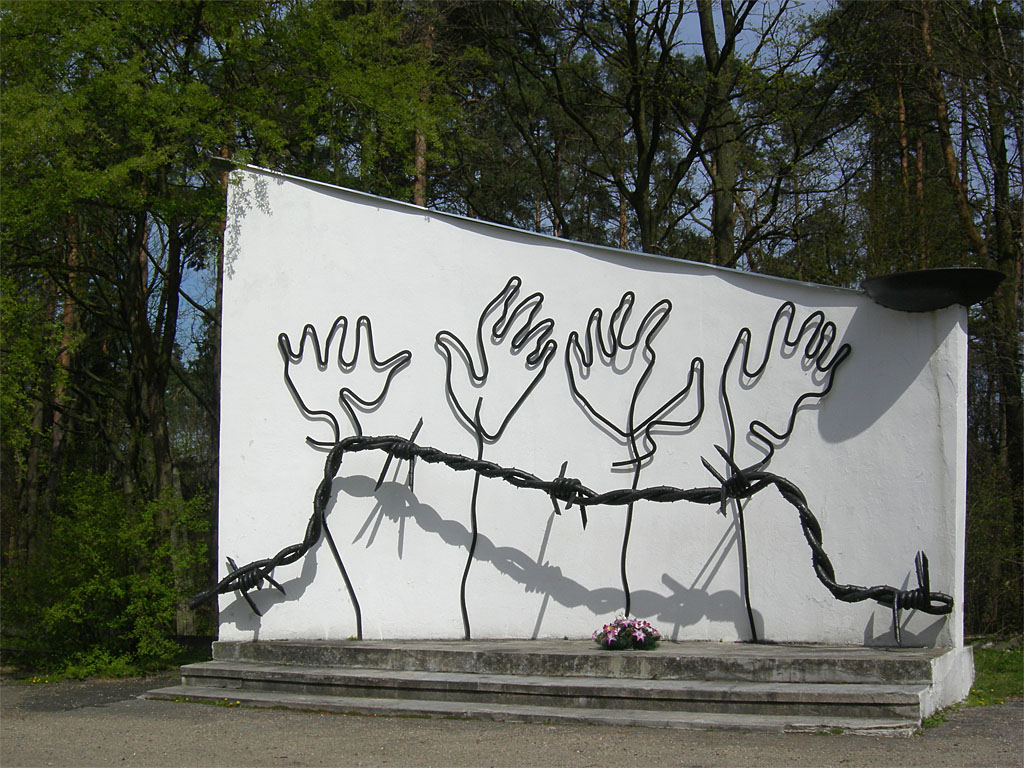
Blechhammer, Gedenkstätte am Ort des KZ Bahnhofs- und Judenlager

## Todesmarsch
Im Januar 1945, als die Rote Armee näherrückte, wurde das Konzentrationslager durch die SS von Häftlingen geräumt und dabei teilweise in Brand gesteckt.
Ab 21. Januar begann die SS von verschiedenen Lagern der Region aus einen gemeinsamen Marsch der Häftlinge und Zwangsarbeiter mit dem Ziel, diese Arbeitssklaven entweder nach Groß-Rosen zu bringen oder zu töten. Am Tag der Evakuierung verließen etwa 4.000 Häftlinge das Lager. Der Todesmarsch führte von Blachownia Slaska über Kosel – Neustadt O.S. – Bad Ziegenhals – Neisse – Ottmachau – Frankenstein – Schweidnitz und Striegau ins dortige KZ Groß-Rosen, das die Überlebenden am 2. Februar 1945 erreichten. Während des Marsches ermordete die SS etwa 800 Häftlinge. Oft wurden ganze Gruppen von Häftlingen erschossen, die nicht schnell genug laufen konnten und zurückblieben.